# Daniel Casper von Lohenstein

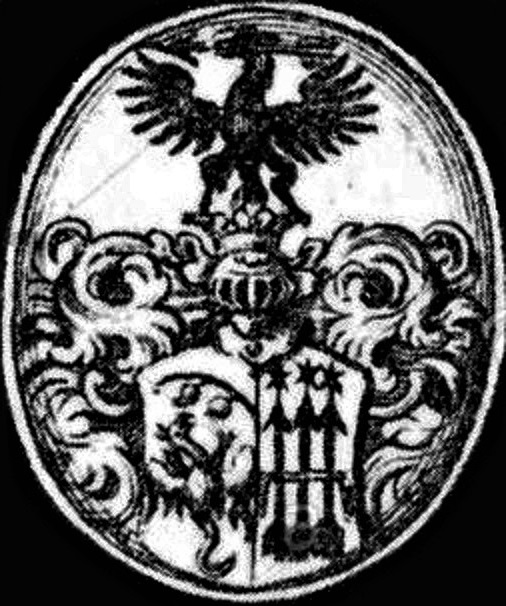
Herb von Lohenstein nad wejściem do pałacu w Konarach

Daniel Casper von Lohenstein, właśc. Daniel Caspar (ur. 25 stycznia 1635 w Niemczy, zm. 28 kwietnia 1683 we Wrocławiu) – niemiecki pisarz i poeta.
Lohenstein zaliczany jest do przedstawicieli grupy poetyckiej zwanej drugą szkołą śląską (Zweite Schlesische Schule), razem z takimi pisarzami jak Hans Aßmann Freiherr von Abschatz, Andreas Gryphius, Gottfried Benjamin Hancke oraz Christian Hoffmann von Hoffmannswaldau.

## Dzieła
- Ibrahim, 1649/1650 (publikacja pośmiertna w 1685)
- Cypress-Tafel, 1652
- Denk- und Dankaltar, 1652
- Ibrahim, Trauerspiel, 1653
- Rechtsstreit der Schönheit und Freundlichkeit, 1657
- Trauer- und Trostgedanken, 1658
- Schuldiges Ehren-Gedächtnis, 1660
- Cleopatra, Drama, 1661
- Redender Totenkopf, 1662
- Erlangte Ewigkeit, 1664
- Agrippina, 1665
- Epicharis, 1665
- Ibrahim Sultan, 1673
- Blumen, Gedichte, 1680
- Geistliche Gedanken, 1680
- Trauer- und Lustgedichte, 1680
- Sophonisbe, 1680
- Großmütiger Feldherr Arminius, 1689-90